# Copa do Mundo de Futsal de 2012
A Copa do Mundo de Futsal da FIFA de 2012 foi disputado na Tailândia entre 1 e 18 de novembro. Foi a sétima edição do evento organizado pela Federação Internacional de Futebol (FIFA) e a primeira edição com 24 seleções participantes, quatro a mais do que na edição anterior, em 2008.
Seis nações fizeram as suas estreias em Copas do Mundo de Futsal da FIFA: Colômbia, Kuwait, Marrocos, México, Panamá e Sérvia. Elas elevaram para 43 o número de equipes que já competiram no torneio.
Pela quinta vez na história e pela segunda edição consecutiva o título foi decidido entre Brasil e Espanha. Como em 2008, os brasileiros sagraram-se vencedores ao vencerem na prorrogação por 3 a 2 e conquistaram o sétimo título na história, o quinto desde que o campeonato passou a ser organizado pela FIFA.
Durante a partida contra o Panamá nas oitavas-de-final, o brasileiro Falcão tornou-se o maior artilheiro mundial de seleções de esportes ligados ao futebol com 337 gols. Já o japonês Kazu tornou-se o atleta mais velho a disputar uma partida em mundiais ao participar do campeonato com 45 anos.

## Seleções qualificadas
| Confederação                                  | Torneio de qualificação                  | Classificado (s)                                              |
| --------------------------------------------- | ---------------------------------------- | ------------------------------------------------------------- |
| AFC (Ásia)                                    | Campeonato Asiático de Futsal de 2012    | Japão Irã Austrália Kuwait                                    |
| CAF (África)                                  | Eliminatórias Africanas                  | Egito Líbia Marrocos                                          |
| CONCACAF (América do Norte, Central e Caribe) | Campeonato da CONCACAF de Futsal de 2012 | Costa Rica Guatemala Panamá México                            |
| CONMEBOL (América do Sul)                     | Eliminatórias Sul-Americanas             | Brasil Argentina Paraguai Colômbia                            |
| OFC (Oceania)                                 | Campeonato da Oceania de Futsal de 2011  | Ilhas Salomão                                                 |
| UEFA (Europa)                                 | Eliminatórias Europeias                  | Ucrânia Sérvia Rússia Espanha Portugal República Checa Itália |
| País-sede                                     | País-sede                                | Tailândia                                                     |

## Sedes
Quatro ginásios foram selecionados para a competição, sendo três deles localizados na capital Bangcoc e um em Nakhon Ratchasima. Como a Arena Bangcoc de Futsal não ficou pronta a tempo, as partidas foram movidas para o Estádio Indoor Huamark na fase de grupos, com a arena sediando partidas a partir das quartas-de-final. Após uma nova inspeção entre 3 e 5 de novembro, a FIFA concluiu que o local não estaria em condições de receber nenhuma partida do mundial e moveu os jogos de quartas de final para o Estádio Nimibutr e as semifinais e final para o Estádio Indoor Huamark.
| Bangcoc                                   | Bangcoc                            | Nakhon Ratchasima                     |
| ----------------------------------------- | ---------------------------------- | ------------------------------------- |
| Estádio Indoor Huamark Capacidade: 15 000 | Estádio Nimibutr Capacidade: 5 000 | Korat Chatchai Hall Capacidade: 5 000 |
|                                           |                                    |                                       |

## Árbitros
Os seguintes árbitros foram designados para o torneio:
| Confederação | Árbitros                     |
| ------------ | ---------------------------- |
| CONMEBOL     | BRA Sandro Brechane          |
| CONMEBOL     | COL Oswaldo Gómez            |
| CONMEBOL     | ECU Jaime Jativa             |
| CONMEBOL     | BRA Renata Leite             |
| CONMEBOL     | URU Daniel Rodríguez         |
| CONMEBOL     | PER Héctor Rojas             |
| CONMEBOL     | PAR Joel Ruiz                |
| CONMEBOL     | ARG Dario Santamaría         |
| UEFA         | ENG Marc Birkett             |
| UEFA         | POR Eduardo Fernandes Coelho |
| UEFA         | ESP Fernando Gutiérrez       |
| UEFA         | CZE Karel Henych             |
| UEFA         | CRO Danijel Janošević        |
| UEFA         | HUN Gábor Kovács             |
| UEFA         | BEL Pascal Lemal             |
| UEFA         | ITA Francesco Massini        |
| UEFA         | RUS Ivan Shabanov            |
| UEFA         | SVN Borut Šivic              |
| OFC          | FIJ Amitesh Behari           |
| OFC          | SOL Rex Kamusu               |

| Confederação | Árbitros                    |
| ------------ | --------------------------- |
| AFC          | KGZ Nurdin Bukuev           |
| AFC          | LIB Mohamad Chami           |
| AFC          | THA Kaveepol Kamawitee[RES] |
| AFC          | AUS Scott Kidson            |
| AFC          | KOR Kim Jang-Kwan           |
| AFC          | JPN Naoki Miyatami          |
| AFC          | UZB Shukhrat Pulatov        |
| AFC          | IRN Alireza Sohrabi         |
| AFC          | CHN Zhang Youze             |
| CAF          | NGA Saheed Ayeni            |
| CAF          | EGY Said Kadara             |
| CAF          | ANG José Katemo             |
| CAF          | MOZ Eduardo Mahumane        |
| CONCACAF     | PAN Wenceslaos Aguilar      |
| CONCACAF     | CUB Sergio Cabrera          |
| CONCACAF     | PAN Alexander Cline         |
| CONCACAF     | GUA Carlos González         |
| CONCACAF     | CRC Geovanny López          |
| CONCACAF     | MEX Francisco Rivera        |

•* RES. ^ Árbitro reserva

## Fórmula de disputa
As 24 equipes classificadas foram divididas em seis grupos com quatro equipes cada. Os dois primeiros colocados de cada grupo avançaram à fase final, iniciando a partir das oitavas-de-final, onde a disputa passou a ser eliminatória até que se definissem os dois finalistas.
O sorteio que definiu a composição dos grupos na primeira fase foi realizado a 24 de agosto de 2012 no St. Regis Hotel, em Bangcoc, Tailândia.

## Primeira fase
|  | Equipes classificadas às oitavas-de-final               |
|  | Equipes classificadas como melhores terceiros colocados |
|  | Equipes eliminadas                                      |

Todas as partidas seguem o fuso horário local (UTC+7).

### Grupo A
| Seleção    | P | J | V | E | D | GP | GC | SG |
| ---------- | - | - | - | - | - | -- | -- | -- |
| Ucrânia    | 7 | 3 | 2 | 1 | 0 | 14 | 7  | +7 |
| Paraguai   | 4 | 3 | 1 | 1 | 1 | 9  | 11 | –2 |
| Tailândia  | 3 | 3 | 1 | 0 | 2 | 8  | 9  | –1 |
| Costa Rica | 3 | 3 | 1 | 0 | 2 | 8  | 12 | –4 |

| 1 de novembro | Ucrânia                                 | 3 – 3     | Paraguai                     | Estádio Indoor Huamark, Bangcoc                |
| 17:00         | Pavlenko 10', 40' · Shoturma 25' (pen2) | Relatório | E. Ayala 9', 30', 37' (pen2) | Público: 4 379 Árbitro: PAN Wenceslaos Aguilar |

| 1 de novembro | Tailândia                                           | 3 – 1     | Costa Rica | Estádio Indoor Huamark, Bangcoc          |
| 19:00         | Chalaemkhet 18' · Thueanklang 29' · Sornwichian 38' | Relatório | Zúñiga 37' | Público: 4 379 Árbitro: PER Héctor Rojas |

| 4 de novembro | Paraguai                                         | 3 – 6     | Costa Rica                                              | Estádio Indoor Huamark, Bangcoc               |
| 17:00         | Toruño 2' (g.c.) · Alcaraz 11' · W. Villalba 37' | Relatório | Zúñiga 22' · Navarrete 25', 28' · Cubillo 27', 31', 40' | Público: 5 613 Árbitro: ITA Francesco Massini |

| 4 de novembro | Tailândia                                               | 3 – 5     | Ucrânia                                                           | Estádio Indoor Huamark, Bangcoc            |
| 19:00         | Wongkaeo 24' · Thueanklang 35' (pen2) · Sornwichian 39' | Relatório | Ovsiannikov 4' · Cheporniuk 7' · Rogachov 13', 20' · Pavlenko 20' | Público: 5 613 Árbitro: CUB Sergio Cabrera |

| 7 de novembro | Costa Rica  | 1 – 6     | Ucrânia                                                              | Korat Chatchai Hall, Nakhon Ratchasima       |
| 19:00         | Cubillo 24' | Relatório | Rogachov 7', 16' · Ovsyannikov 17' · Sorokin 23', 32' · Pavlenko 29' | Público: 4 200 Árbitro: URU Daniel Rodríguez |

| 7 de novembro | Paraguai                                 | 3 – 2     | Tailândia                     | Estádio Indoor Huamark, Bangcoc           |
| 19:00         | A. Salas 4' · E. Ayala 7' · J. Salas 10' | Relatório | Thueanklang 11' · Chudech 25' | Público: 5 307 Árbitro: RUS Ivan Shabanov |

### Grupo B
| Seleção  | P | J | V | E | D | GP | GC | SG  |
| -------- | - | - | - | - | - | -- | -- | --- |
| Espanha  | 7 | 3 | 2 | 1 | 0 | 15 | 6  | +9  |
| Irã      | 7 | 3 | 2 | 1 | 0 | 8  | 6  | +2  |
| Panamá   | 3 | 3 | 1 | 0 | 2 | 14 | 15 | –1  |
| Marrocos | 0 | 3 | 0 | 0 | 3 | 5  | 15 | –10 |

| 2 de novembro | Panamá                                                                              | 8 – 3     | Marrocos                                   | Estádio Indoor Huamark, Bangcoc            |
| 19:00         | Pérez 20' · Lasso 22', 31' · Mena 23', 32' · Gálvez 25' · Hinks 34' · Goodridge 39' | Relatório | Jabrane 7' · Derrou 12' · Habil 16' (pen2) | Público: 3 579 Árbitro: FIJ Amitesh Bahari |

| 2 de novembro | Espanha                  | 2 – 2     | Irã                            | Estádio Indoor Huamark, Bangcoc              |
| 21:00         | Miguelín 5' · Lozano 16' | Relatório | Daneshvar 28' · H. Tayyebi 31' | Público: 3 579 Árbitro: MEX Francisco Rivera |

| 5 de novembro | Marrocos      | 1 – 2     | Irã                                | Estádio Indoor Huamark, Bangcoc             |
| 19:00         | El Mazray 20' | Relatório | Hassanzadeh 20' (pen) · Kazemi 33' | Público: 1 409 Árbitro: GUA Carlos González |

| 5 de novembro | Espanha                                                                                | 8 – 3     | Panamá                          | Estádio Indoor Huamark, Bangcoc          |
| 21:00         | Kike 2' · Lin 8' · Borja 11', 22' · Aicardo 14', 20' · Alemão 27' (pen) · Miguelín 30' | Relatório | de León 17', 33' · Alvarado 30' | Público: 1 409 Árbitro: AUS Scott Kidson |

| 8 de novembro | Irã                                           | 4 – 3     | Panamá                                        | Estádio Nimibutr, Bangcoc                     |
| 19:00         | Esmaeilpour 4' · Kazemi 14' · Taheri 19', 38' | Relatório | Goodridge 6' · Pérez 35' (pen) · Alvarado 40' | Público: 1 400 Árbitro: POR Eduardo Fernandes |

| 8 de novembro | Marrocos   | 1 – 5     | Espanha                                                  | Estádio Indoor Huamark, Bangcoc            |
| 19:00         | Talibi 22' | Relatório | Lozano 10', 12' · Borja 19' · Fernandão 33' · Álvaro 34' | Público: 1 898 Árbitro: JPN Naoki Miyatani |

### Grupo C
| Seleção  | P | J | V | E | D | GP | GC | SG  |
| -------- | - | - | - | - | - | -- | -- | --- |
| Brasil   | 9 | 3 | 3 | 0 | 0 | 20 | 2  | +18 |
| Portugal | 4 | 3 | 1 | 1 | 1 | 11 | 9  | +2  |
| Japão    | 4 | 3 | 1 | 1 | 1 | 10 | 11 | –1  |
| Líbia    | 0 | 3 | 0 | 0 | 3 | 3  | 22 | –19 |

| 1 de novembro | Líbia       | 1 – 5     | Portugal                                           | Korat Chatchai Hall, Nakhon Ratchasima      |
| 19:00         | A. Fathe 6' | Relatório | Cardinal 2', 16', 18' · Nandinho 27' · Marinho 29' | Público: 4 298 Árbitro: IRN Alireza Sohrabi |

| 1 de novembro | Brasil                                   | 4 – 1     | Japão     | Korat Chatchai Hall, Nakhon Ratchasima   |
| 21:00         | Wilde 14', 23' · Neto 21' · Vinícius 25' | Relatório | Inaba 28' | Público: 4 298 Árbitro: HUN Gábor Kovács |

| 4 de novembro | Portugal                                              | 5 – 5     | Japão                                                   | Korat Chatchai Hall, Nakhon Ratchasima       |
| 19:00         | João Matos 1' · Ricardinho 2', 17' · Cardinal 9', 12' | Relatório | Morioka 11', 33' · Hoshi 19' · Kitahara 32' · Henmi 36' | Público: 4 350 Árbitro: URU Daniel Rodríguez |

| 4 de novembro | Brasil | 13 – 0    | Líbia | Korat Chatchai Hall, Nakhon Ratchasima        |
| 21:00         | Gabriel 7' · Rodrigo 8', 10' · Neto 16' · Fernandinho 17', 31', 33', 34' · Rahoma 25' (g.c.) · Jé 31', 34', 38' · Rafael 39' | Relatório |       | Público: 4 350 Árbitro: CRO Danijel Janošević |

| 7 de novembro | Japão                                                   | 4 – 2     | Líbia                 | Estádio Indoor Huamark, Bangcoc               |
| 17:00         | R. Fathe 18' (g.c.) · Hoshi 25' · Inaba 26' · Osodo 32' | Relatório | Rahoma 18', 38' (pen) | Público: 5 307 Árbitro: ITA Francesco Massini |

| 7 de novembro | Portugal     | 1 – 3     | Brasil                                | Korat Chatchai Hall, Nakhon Ratchasima         |
| 17:00         | Cardinal 14' | Relatório | Simi 12' · Fernandinho 29' · Neto 40' | Público: 4 200 Árbitro: PAN Wenceslaos Aguilar |

### Grupo D
| Seleção   | P | J | V | E | D | GP | GC | SG  |
| --------- | - | - | - | - | - | -- | -- | --- |
| Itália    | 9 | 3 | 3 | 0 | 0 | 17 | 5  | +12 |
| Argentina | 6 | 3 | 2 | 0 | 1 | 14 | 5  | +9  |
| Austrália | 3 | 3 | 1 | 0 | 2 | 5  | 17 | –12 |
| México    | 0 | 3 | 0 | 0 | 3 | 4  | 13 | –9  |

| 2 de novembro | Itália | 9 – 1     | Austrália    | Estádio Nimibutr, Bangcoc                    |
| 17:00         | Fortino 15' · Assis 16', 24' · Lima 18' · Forte 20' · Romano 21' · Honorio 27' · Mentasti 29' · Merlim 31' | Relatório | Ngaluafe 34' | Público: 3 000 Árbitro: MOZ Eduardo Mahumane |

| 2 de novembro | Argentina                                            | 5 – 1     | México           | Estádio Nimibutr, Bangcoc                     |
| 19:00         | Basile 5' · Rescia 14' · Amas 26' · Borruto 29', 31' | Relatório | J. Rodríguez 37' | Público: 2 400 Árbitro: POR Eduardo Fernandes |

| 5 de novembro | Austrália                                | 3 – 1     | México    | Estádio Nimibutr, Bangcoc                      |
| 17:00         | Seeto 27' · Cimitile 27' · Giovenali 36' | Relatório | Quiroz 7' | Público: 3 800 Árbitro: ESP Fernando Gutiérrez |

| 5 de novembro | Argentina                 | 2 – 3     | Itália                             | Estádio Nimibutr, Bangcoc                 |
| 19:00         | Rescia 3' · Cuzzolino 40' | Relatório | Lima 13' · Fortino 19' · Assis 38' | Público: 3 800 Árbitro: KGZ Nurdin Bukuev |

| 8 de novembro | México         | 2 – 5     | Itália                                               | Estádio Indoor Huamark, Bangcoc             |
| 17:00         | Plata 23', 34' | Relatório | Ercolessi 18', 24' · Fortino 26', 35' · Leggiero 36' | Público: 1 898 Árbitro: BRA Sandro Brechane |

| 8 de novembro | Austrália | 1 – 7     | Argentina                                                                           | Estádio Nimibutr, Bangcoc                |
| 17:00         | Seeto 6'  | Relatório | Borruto 1', 39' · Cuzzolino 7' · Lucuix 15' · Vaporaki 22' · Garcías 28' · Amas 37' | Público: 1 400 Árbitro: ENG Marc Birkett |

### Grupo E
| Seleção         | P | J | V | E | D | GP | GC | SG |
| --------------- | - | - | - | - | - | -- | -- | -- |
| Sérvia          | 7 | 3 | 2 | 1 | 0 | 12 | 5  | +7 |
| República Checa | 4 | 3 | 1 | 1 | 1 | 7  | 11 | –4 |
| Egito           | 3 | 3 | 1 | 0 | 2 | 11 | 9  | +2 |
| Kuwait          | 3 | 3 | 1 | 0 | 2 | 8  | 13 | –5 |

| 3 de novembro | República Checa                       | 3 – 2     | Kuwait                        | Estádio Indoor Huamark, Bangcoc              |
| 19:00         | Kopecký 5' · Belej 23' · Koudelka 35' | Relatório | Al-Awadhi 38' · Al-Tawail 40' | Público: 1 407 Árbitro: ARG Dario Santamaría |

| 3 de novembro | Egito       | 1 – 3     | Sérvia                                     | Estádio Indoor Huamark, Bangcoc       |
| 21:00         | Mohamed 40' | Relatório | Bojović 23' · Janjić 37' (pen) · Kocić 39' | Público: 1 407 Árbitro: PAR Joel Ruiz |

| 6 de novembro | Kuwait            | 2 – 7     | Sérvia                                                                      | Estádio Indoor Huamark, Bangcoc        |
| 19:00         | Al-Farsi 22', 37' | Relatório | Kocić 7', 18' · Lazić 20', 25' · Rajčević 28' · Bojović 32' · Pavićević 39' | Público: 552 Árbitro: BRA Renata Leite |

| 6 de novembro | Egito                                                                  | 7 – 2     | República Checa           | Estádio Indoor Huamark, Bangcoc           |
| 21:00         | Samasry 11', 31', 37' · Bougy 19' · Mohamed 22' · Nader 34' · Mizo 39' | Relatório | Slováček 5' · Rešetár 26' | Público: 552 Árbitro: IRN Alireza Sohrabi |

| 9 de novembro | Sérvia                 | 2 – 2     | República Checa                    | Estádio Nimibutr, Bangcoc                      |
| 19:00         | Kocić 6' · Bojović 36' | Relatório | Seidler 33' · Pavićević 36' (g.c.) | Público: 1 370 Árbitro: ESP Fernando Gutiérrez |

| 9 de novembro | Kuwait                                          | 4 – 3     | Egito                        | Estádio Indoor Huamark, Bangcoc            |
| 19:00         | Al-Farsi 3' · Al-Mutairi 6', 7' · Al-Tawail 20' | Relatório | Bougy 15' · Mohamed 37', 39' | Público: 1 152 Árbitro: CUB Sergio Cabrera |

### Grupo F
| Seleção       | P | J | V | E | D | GP | GC | SG  |
| ------------- | - | - | - | - | - | -- | -- | --- |
| Rússia        | 9 | 3 | 3 | 0 | 0 | 27 | 0  | +27 |
| Colômbia      | 3 | 3 | 1 | 0 | 2 | 13 | 10 | +3  |
| Guatemala     | 3 | 3 | 1 | 0 | 2 | 8  | 15 | –7  |
| Ilhas Salomão | 3 | 3 | 1 | 0 | 2 | 7  | 30 | –23 |

| 3 de novembro | Guatemala                                                                    | 5 – 2     | Colômbia             | Estádio Nimibutr, Bangcoc                |
| 17:00         | González 13' · Escobar 29' · Aguilar 31' (pen2) · Acevedo 32' · Enríquez 40' | Relatório | Serna 7' · Reyes 19' | Público: 2 300 Árbitro: CZE Karel Henych |

| 3 de novembro | Rússia | 16 – 0    | Ilhas Salomão | Estádio Nimibutr, Bangcoc                 |
| 19:00         | Sirilo 3' · Pula 3' · Lima 5', 11', 18', 20', 20', 34', 40' · Prudnikov 19' · Sergeev 22', 30' · Robinho 25' · Suchilin 27' · Fukin 28', 36' | Relatório |               | Público: 2 300 Árbitro: KOR Kim Jang-Kwan |

| 6 de novembro | Colômbia | 11 – 3    | Ilhas Salomão                                 | Estádio Nimibutr, Bangcoc               |
| 17:00         | Toro 7', 20', 38' · Quiroz 8' · Reyes 22', 33' · Duque 30' · Abril 35' · Caro 40' · Fonnegra 40' · Prado 40' (pen2) | Relatório | Ragomo 14' · Osifelo 15' · Leaalafa 20' (pen) | Público: 1 300 Árbitro: SVN Borut Šivic |

| 6 de novembro | Rússia                                                                                                   | 9 – 0     | Guatemala | Estádio Nimibutr, Bangcoc                |
| 19:00         | Sergeev 1', 16' (pen2), 16' · Shayakhmetov 3' · Sirilo 8' · Prudnikov 12', 35' · Lima 27' · Suchilin 35' | Relatório |           | Público: 1 300 Árbitro: PER Héctor Rojas |

| 9 de novembro | Ilhas Salomão                                      | 4 – 3     | Guatemala                               | Estádio Indoor Huamark, Bangcoc               |
| 17:00         | Stevenson 15' · Bule 17' · Leaalafa 29' · Talo 36' | Relatório | de León 9' · Aguilar 22' · Enríquez 40' | Público: 1 152 Árbitro: ITA Francesco Massini |

| 9 de novembro | Colômbia | 0 – 2     | Rússia                  | Estádio Nimibutr, Bangcoc                |
| 17:00         |          | Relatório | Sirilo 4' · Robinho 24' | Público: 1 370 Árbitro: AUS Scott Kidson |

### Melhores terceiros classificados
As melhores quatro seleções terceiro colocadas nos grupos também avançam para as oitavas-de-final.
| Seleção   | P | J | V | E | D | GP | GC | SG  | Grupo |
| --------- | - | - | - | - | - | -- | -- | --- | ----- |
| Japão     | 4 | 3 | 1 | 1 | 1 | 10 | 11 | –1  | C     |
| Egito     | 3 | 3 | 1 | 0 | 2 | 11 | 9  | +2  | E     |
| Panamá    | 3 | 3 | 1 | 0 | 2 | 14 | 15 | –1  | B     |
| Tailândia | 3 | 3 | 1 | 0 | 2 | 8  | 9  | –1  | A     |
| Guatemala | 3 | 3 | 1 | 0 | 2 | 8  | 15 | –7  | F     |
| Austrália | 3 | 3 | 1 | 0 | 2 | 5  | 17 | –12 | D     |

## Fase final
|  | Oitavas de final               | Oitavas de final         |                          |    | Quartas de final | Quartas de final |                          |                          | Semifinais | Semifinais |  |  | Final | Final |
|  |                                |                          |                          |    |                  |                  |                          |                          |            |            |  |  |       |       |
|  | 11 de novembro – Bangcoc       |                          |                          |    |                  |                  |                          |                          |            |            |  |  |       |       |
|  |                                |                          |                          |    |                  |                  |                          |                          |            |            |  |  |       |       |
|  | Paraguai                       | 1                        |                          |    |                  |                  |                          |                          |            |            |  |  |       |       |
|  | Paraguai                       | 1                        | 14 de novembro – Bangcoc |    |                  |                  |                          |                          |            |            |  |  |       |       |
|  | Portugal                       | 4                        |                          |    |                  |                  |                          |                          |            |            |  |  |       |       |
|  | Portugal                       | 4                        | Portugal                 | 3  |                  |                  |                          |                          |            |            |  |  |       |       |
|  | 12 de novembro – N. Ratchasima |                          | Portugal                 | 3  |                  |                  |                          |                          |            |            |  |  |       |       |
|  |                                | Itália (pro)             | 4                        |    |                  |                  |                          |                          |            |            |  |  |       |       |
|  | Itália                         | Itália (pro)             | 4                        | 5  |                  |                  |                          |                          |            |            |  |  |       |       |
|  | Itália                         |                          | 16 de novembro – Bangcoc | 5  |                  |                  |                          |                          |            |            |  |  |       |       |
|  | Egito                          | 1                        |                          |    |                  |                  |                          |                          |            |            |  |  |       |       |
|  | Egito                          | 1                        | Itália                   | 1  |                  |                  |                          |                          |            |            |  |  |       |       |
|  | 11 de novembro – Bangcoc       |                          | Itália                   | 1  |                  |                  |                          |                          |            |            |  |  |       |       |
|  |                                | Espanha                  | 4                        |    |                  |                  |                          |                          |            |            |  |  |       |       |
|  | Espanha                        | Espanha                  | 4                        | 7  |                  |                  |                          |                          |            |            |  |  |       |       |
|  | Espanha                        | 14 de novembro – Bangcoc |                          | 7  |                  |                  |                          |                          |            |            |  |  |       |       |
|  | Tailândia                      | 1                        |                          |    |                  |                  |                          |                          |            |            |  |  |       |       |
|  | Tailândia                      | 1                        | Espanha                  | 3  |                  |                  |                          |                          |            |            |  |  |       |       |
|  | 12 de novembro – Bangcoc       |                          | Espanha                  | 3  |                  |                  |                          |                          |            |            |  |  |       |       |
|  |                                | Rússia                   | 2                        |    |                  |                  |                          |                          |            |            |  |  |       |       |
|  | Rússia                         | Rússia                   | 2                        | 3  |                  |                  |                          |                          |            |            |  |  |       |       |
|  | Rússia                         |                          | 18 de novembro – Bangcoc | 3  |                  |                  |                          |                          |            |            |  |  |       |       |
|  | República Checa                | 0                        |                          |    |                  |                  |                          |                          |            |            |  |  |       |       |
|  | República Checa                | 0                        | Espanha                  | 2  |                  |                  |                          |                          |            |            |  |  |       |       |
|  | 12 de novembro – Bangcoc       |                          | Espanha                  | 2  |                  |                  |                          |                          |            |            |  |  |       |       |
|  |                                | Brasil (pro)             | 3                        |    |                  |                  |                          |                          |            |            |  |  |       |       |
|  | Sérvia                         | Brasil (pro)             | 3                        | 1  |                  |                  |                          |                          |            |            |  |  |       |       |
|  | Sérvia                         | 14 de novembro – Bangcoc |                          | 1  |                  |                  |                          |                          |            |            |  |  |       |       |
|  | Argentina                      | 2                        |                          |    |                  |                  |                          |                          |            |            |  |  |       |       |
|  | Argentina                      | 2                        | Argentina                | 2  |                  |                  |                          |                          |            |            |  |  |       |       |
|  | 12 de novembro – N. Ratchasima |                          | Argentina                | 2  |                  |                  |                          |                          |            |            |  |  |       |       |
|  |                                | Brasil (pro)             | 3                        |    |                  |                  |                          |                          |            |            |  |  |       |       |
|  | Brasil                         | Brasil (pro)             | 3                        | 16 |                  |                  |                          |                          |            |            |  |  |       |       |
|  | Brasil                         |                          | 16 de novembro – Bangcoc | 16 |                  |                  |                          |                          |            |            |  |  |       |       |
|  | Panamá                         | 0                        |                          |    |                  |                  |                          |                          |            |            |  |  |       |       |
|  | Panamá                         | 0                        | Brasil                   | 3  |                  |                  |                          |                          |            |            |  |  |       |       |
|  | 11 de novembro – Bangcoc       |                          | Brasil                   | 3  |                  |                  |                          |                          |            |            |  |  |       |       |
|  |                                | Colômbia                 | 1                        |    | Terceiro lugar   | Terceiro lugar   |                          |                          |            |            |  |  |       |       |
|  | Irã                            | Colômbia                 | 1                        | 1  | Terceiro lugar   | Terceiro lugar   |                          |                          |            |            |  |  |       |       |
|  | Irã                            | 14 de novembro – Bangcoc | 14 de novembro – Bangcoc | 1  |                  |                  | 18 de novembro – Bangcoc | 18 de novembro – Bangcoc |            |            |  |  |       |       |
|  | Colômbia                       | 14 de novembro – Bangcoc | 14 de novembro – Bangcoc | 2  |                  |                  | 18 de novembro – Bangcoc | 18 de novembro – Bangcoc |            |            |  |  |       |       |
|  | Colômbia                       | Colômbia                 | 3                        | 2  | Itália           | 3                |                          |                          |            |            |  |  |       |       |
|  | 11 de novembro – Bangcoc       | Colômbia                 | 3                        |    | Itália           | 3                |                          |                          |            |            |  |  |       |       |
|  |                                | Ucrânia                  | 1                        |    | Colômbia         | 0                |                          |                          |            |            |  |  |       |       |
|  | Ucrânia                        | Ucrânia                  | 1                        | 6  | Colômbia         | 0                |                          |                          |            |            |  |  |       |       |
|  | Ucrânia                        |                          |                          | 6  |                  |                  |                          |                          |            |            |  |  |       |       |
|  | Japão                          | 3                        |                          |    |                  |                  |                          |                          |            |            |  |  |       |       |
|  | Japão                          | 3                        |                          |    |                  |                  |                          |                          |            |            |  |  |       |       |

### Oitavas-de-final
| 11 de novembro | Paraguai     | 1 – 4     | Portugal                                            | Estádio Indoor Huamark, Bangcoc              |
| 16:00          | J. Salas 36' | Relatório | Cardinal 12' · João Matos 20' · Ricardinho 39', 40' | Público: 3 579 Árbitro: URU Daniel Rodríguez |

| 11 de novembro | Ucrânia                                                                           | 6 – 3     | Japão                           | Estádio Indoor Huamark, Bangcoc          |
| 18:30          | Chepornyuk 3' · Fedorchenko 5' · Zhurba 10' · Rogachov 13' · Ovsyannikov 16', 16' | Relatório | Morioka 30', 31' · Kitahara 32' | Público: 3 579 Árbitro: BRA Renata Leite |

| 11 de novembro | Espanha                                                                     | 7 – 1     | Tailândia    | Estádio Nimibutr, Bangcoc                   |
| 18:30          | Torras 10', 17' · Fernandão 25', 28' · Aicardo 30' · Ortiz 34' · Álvaro 38' | Relatório | Wongkaeo 39' | Público: 4 170 Árbitro: PAN Alexander Cline |

| 11 de novembro | Irã         | 1 – 2     | Colômbia             | Estádio Nimibutr, Bangcoc                 |
| 21:00          | Rahnama 35' | Relatório | Duque 30' · Caro 34' | Público: 4 170 Árbitro: RUS Ivan Shabanov |

| 12 de novembro | Itália                                            | 5 – 1     | Egito     | Korat Chatchai Hall, Nakhon Ratchasima    |
| 16:00          | Assis 4', 11', 31' · dos Santos 20' · Fortino 33' | Relatório | Serie 11' | Público: 3 644 Árbitro: KGZ Nurdin Bukuev |

| 12 de novembro | Brasil | 16 – 0    | Panamá | Korat Chatchai Hall, Nakhon Ratchasima         |
| 18:30          | Fernandinho 4', 38' · Jé 6', 19', 35' · Rodrigo 7', 33' · Ari 8', 10', 39' · Simi 12' · Neto 13' · Vinícius 23' · Rafael 30', 34' · Falcão 37' | Relatório |        | Público: 3 644 Árbitro: ESP Fernando Gutiérrez |

| 12 de novembro | Rússia                          | 3 – 0     | República Checa | Estádio Indoor Huamark, Bangcoc                |
| 18:30          | Lima 7' · Pula 10' · Sirilo 29' | Relatório |                 | Público: 1 355 Árbitro: PAN Wenceslaos Aguilar |

| 12 de novembro | Sérvia       | 1 – 2     | Argentina                  | Estádio Indoor Huamark, Bangcoc          |
| 21:00          | Rajčević 37' | Relatório | Cuzzolino 11' · Rescia 17' | Público: 1 355 Árbitro: PER Héctor Rojas |

### Quartas-de-final
| 14 de novembro | Argentina                | 2 – 3 (pro) | Brasil                     | Estádio Indoor Huamark, Bangcoc                |
| 16:00          | Rescia 17' · Borruto 18' | Relatório   | Neto 33' · Falcão 34', 45' | Público: 3 007 Árbitro: PAN Wenceslaos Aguilar |

| 14 de novembro | Colômbia                         | 3 – 1     | Ucrânia         | Estádio Indoor Huamark, Bangcoc            |
| 18:30          | Reyes 23' · Caro 40' · Abril 40' | Relatório | Ovsyannikov 40' | Público: 3 007 Árbitro: CUB Sergio Cabrera |

| 14 de novembro | Portugal                | 3 – 4 (pro) | Itália                                                 | Estádio Nimibutr, Bangcoc                |
| 18:30          | Ricardinho 2', 11', 12' | Relatório   | Assis 22' (pen) · Lima 38' · Fortino 40' · Honorio 42' | Público: 3 100 Árbitro: CZE Karel Henych |

| 14 de novembro | Espanha                               | 3 – 2     | Rússia                        | Estádio Nimibutr, Bangcoc                |
| 21:00          | Ortiz 4' · Fernandão 14' · Lozano 19' | Relatório | Sirilo 2' · Alemão 34' (g.c.) | Público: 3 100 Árbitro: ENG Marc Birkett |

### Semifinais
| 16 de novembro | Itália     | 1 – 4     | Espanha                                             | Estádio Indoor Huamark, Bangcoc           |
| 17:00          | Merlim 30' | Relatório | Assis 9' (g.c.) · Alemão 30' · Lozano 34' · Lin 38' | Público: 4 597 Árbitro: KGZ Nurdin Bukuev |

| 16 de novembro | Brasil                            | 3 – 1     | Colômbia | Estádio Indoor Huamark, Bangcoc              |
| 19:30          | Gabriel 1', 28' · Toro 29' (g.c.) | Relatório | Toro 19' | Público: 4 597 Árbitro: URU Daniel Rodríguez |

### Terceiro lugar
| 18 de novembro | Itália                        | 3 – 0     | Colômbia | Estádio Indoor Huamark, Bangcoc         |
| 17:00          | Romano 28' · Fortino 33', 40' | Relatório |          | Público: 5 685 Árbitro: ANG José Katemo |

### Final
| 18 de novembro | Espanha                  | 2 – 3 (pro) | Brasil                     | Estádio Indoor Huamark, Bangcoc          |
| 19:30          | Torras 30' · Aicardo 31' | Relatório   | Neto 25', 50' · Falcão 37' | Público: 5 685 Árbitro: PER Héctor Rojas |

| Espanha | Brasil |

## Premiação
| Vencedor                        |
| Brasil                          |
| ------------------------------- |
| BRASIL 7º título (5º pela FIFA) |

| Vice-campeão | Espanha |

| 3° lugar | Itália |

| 4° lugar | Colômbia |

Os seguintes prêmios foram designados no torneio:
| Prêmio FIFA Chuteira de Ouro                               | Prêmio FIFA Fair Play | Prêmio FIFA Luva de Ouro | Prêmio FIFA Bola de Ouro                  |
| ---------------------------------------------------------- | --------------------- | ------------------------ | ----------------------------------------- |
| 1. RUS Éder Lima 2. ITA Rodolfo Fortino 3. BRA Fernandinho | Argentina             | ITA Stefano Mammarella   | 1. BRA Neto 2. ESP Kike 3. POR Ricardinho |

## Artilharia
| 9 gols (1) - RUS Éder Lima 8 gols (1) - ITA Rodolfo Fortino 7 gols (5) - BRA Fernandinho - BRA Neto - ITA Saad Assis - POR Cardinal - POR Ricardinho 6 gols (1) - BRA Jé 5 gols (6) - ARG Cristian Borruto - ESP Lozano - RUS Sergei Sergeev - RUS Sirilo - UKR Denys Ovsiannikov - UKR Ievgen Rogachov 4 gols (13) - ARG Maximiliano Rescia - BRA Falcão - BRA Rodrigo - COL Andrés Reyes - COL Jhonathan Toro - CRC Edwin Cubillo - EGY Ahmed Mohamed - ESP Aicardo - ESP Fernandão - JPN Kaoru Morioka - PAR Enmanuel Ayala - SRB Mladen Kocić - UKR Maksym Pavlenko 3 gols (13) - ARG Leandro Cuzzolino - BRA Ari - BRA Gabriel - BRA Rafael - COL Angellott Caro - EGY Ramadan Samasry - ESP Borja - ESP Torras - ITA Gabriel Lima - KUW Ahmad Al-Farsi - RUS Dmitri Prudnikov - SRB Vidan Bojović - THA Suphawut Thueanklang 2 gols (49) - ARG Martín Amas - AUS Tobias Seeto - BRA Simi - BRA Vinícius - BRA Wilde - COL Jorge Abril - COL Yefri Duque - CRC Diego Zúñiga - CRC Luis Navarrete | 2 gols (continuação) - EGY Bougy - ESP Alemão - ESP Álvaro - ESP Lin - ESP Miguelín - ESP Ortiz - GUA Alan Aguilar - GUA Walter Enríquez - IRN Afshin Kazemi - IRN Mohammad Taheri - ITA Alex Merlim - ITA Humberto Honorio - ITA Marco Ercolessi - ITA Sergio Romano - JPN Kotaro Inaba - JPN Shota Hoshi - JPN Wataru Kitahara - KUW Abdulrahman Al-Tawail - KUW Shaker Al-Mutairi - LBY Mohamed Rahoma - MEX Morgan Plata - PAN Alquis Alvarado - PAN Carlos Pérez - PAN Claudio Goodridge - PAN Fernando Mena - PAN Michael de León - PAN Miguel Lasso - PAR Juan Salas - POR João Matos - RUS Alexander Fukin - RUS Pavel Suchilin - RUS Pula - RUS Robinho - SOL Micah Leaalafa - SRB Slobodan Rajčević - SRB Vladimir Lazić - THA Jirawat Sornwichian - THA Kritsada Wongkaeo - UKR Oleksandr Sorokin - UKR Sergiy Cheporniuk 1 gol (64) - AUS Aaron Cimitile - AUS Danny Ngaluafe - AUS Gregory Giovenali - ARG Alamiro Vaporaki - ARG Hernán Garcías - ARG Matías Lucuix - ARG Santiago Basile - COL Alejandro Serna - COL Johann Prado - COL José Quiroz - COL Yeisson Fonnegra - CZE Lukáš Rešetár - CZE Marek Kopecký - CZE Matěj Slováček - CZE Michal Belej - CZE Michal Seidler - CZE Tomáš Koudelka | 1 gol (continuação) - EGY Ahmed Abou Serie - EGY Mizo - EGY Mostafa Nader - ESP Kike - GUA Armando Escobar - GUA Erick Acevedo - GUA Estuardo de León - GUA José Rafael González - IRN Ahmad Esmaeilpour - IRN Ali Asghar Hassanzadeh - IRN Ali Rahnama - IRN Hossein Tayyebi - IRN Masoud Daneshvar - ITA Giuseppe Mentasti - ITA Jairo dos Santos - ITA Luca Leggiero - ITA Márcio Forte - JPN Katsutoshi Henmi - JPN Nobuya Osodo - KUW Hamad Al-Awadhi - LBY Ahmed Fathe - MAR Adil Habil - MAR Aziz Derrou - MAR Mohammed Talibi - MAR Yahya Jabrane - MAR Youssef El Mazray - MEX Jorge Rodríguez - MEX Víctor Quiroz - PAN Apolinar Gálvez - PAN Óscar Hinks - PAR Adolfo Salas - PAR Fabio Alcaraz - PAR Walter Villalba - POR Marinho - POR Nandinho - RUS Vladislav Shayakhmetov - SOL Anthony Talo - SOL Elliot Ragomo - SOL George Stevenson - SOL Jeffery Bule - SOL Samuel Osifelo - SRB Bojan Pavićević - SRB Slobodan Janjić - THA Jetsada Chudech - THA Keattiyot Chalaemkhet - UKR Dmytro Fedorchenko - UKR Petro Shoturma - UKR Sergiy Zhurba Gols-contra (7) - COL Jhonathan Toro (para o Brasil) - CRC Jairo Toruño (para o Paraguai) - ESP Alemão (para a Rússia) - ITA Saad Assis (para a Espanha) - LBY Mohamed Rahoma (para o Brasil) - LBY Reda Fathe (para o Japão) - SRB Bojan Pavićević (para a República Checa) |

## Controvérsias
O Brasil foi para a competição com uma camisa com seis estrelas acima do escudo, em referência às conquistas dos seis títulos mundiais. Porém, a Federação Internacional de Futebol determinou que fossem retiradas duas dessas estrelas do uniforme, uma vez que os dois primeiros títulos foram conquistados quando o campeonato ainda não tinha a chancela da FIFA, mas sim da Federação Internacional de Futebol de Salão (FIFUSA). Após jogar a primeira partida contra o Japão com o uniforme com as seis estrelas, o presidente da Confederação Brasileira de Futebol de Salão (CBFS) Aécio de Borba Vasconcelos chegou a afirmar que a Seleção Brasileira deixaria a competição caso não se chegasse a um acordo, mas recuou e aceitou jogar o restante do Mundial com quatro estrelas no uniforme. A partir da segunda partida contra a Líbia, a equipe seguiu as determinações da FIFA e utilizou o uniforme com esparadrapos tampando duas estrelas por não haver tempo hábil para a confecção de novos uniformes.